# Nannia
Nannia là một chi bướm đêm thuộc họ Geometridae.